# Spinimuricea klavereni
Spinimuricea klavereni är en korallart som först beskrevs av Carpine och Manfred Grasshoff 1975.  Spinimuricea klavereni ingår i släktet Spinimuricea och familjen Plexauridae. Inga underarter finns listade i Catalogue of Life.